# 反田孝幸
反田 孝幸（そりた たかゆき、1981年8月22日 - ）は、千葉県出身の日本の元俳優、声優。
早稲田大学卒業。文学座附属演劇研究所卒業。
劇団ひまわりから移籍して、2007年からは文学座に所属していたが、プロフィールは削除されている。また、2012年以降は露出なし。

## 人物
幼少期に劇団ひまわりに所属し、6歳で映画『ビー・バップ・ハイスクール 高校与太郎行進曲』で子役デビュー。下記の出演リスト以外にも、多数の単発ドラマに出演している。1990年代中盤には話題性・視聴率の高いドラマへの出演が続き、『人間・失格』においてイジメグループの一員であったのが、仲間割れがもとでイジメを受けるようになる中学生役、『3年B組金八先生』での学級委員長役などで存在感を示し、その知名度を上げた。
早稲田大学在学中の2002年、文学座附属演劇研究所に42期生として入学し、映画、ドラマ等の傍ら、本科・研修生として研鑽を積む。2000年代以降は、『Dr.リンにきいてみて!』で結城飛鳥役を演じるなどアニメ声優の領域にも活動の幅を広げている。
2007年、文学座の正式座員となる。
近年は、舞台俳優としての活動を中心に据えている。役回りとしては、実直な青少年の役から悪役まで幅広く、主演ではないもののストーリー展開の鍵を握る助演に位置付けられることが多い。

## 出演

### テレビドラマ
- 失われた時の流れを（1990年3月23日、フジテレビ）
- 女と男が愛する時（1990年10月19日、フジテレビ） - 隆 役[1]
- ママってきれい!?（1991年1月 - 3月、TBS） - 影山純 役
- しあわせのわけまえ（1991年2月22日、フジテレビ） - 堀田健太 役
- もう誰も愛さない 第10話 - 第12話（1991年4月 - 6月、フジテレビ）
- 世にも奇妙な物語 '91冬の特別編「23分間の奇跡」（1991年12月26日、フジテレビ）- トシユキ 役
- あなただけ見えない（1992年1月 - 3月、フジテレビ）
- 真夏の刑事 第5話（1992年4月 - 9月、テレビ朝日）
- 女教師・沢木圭子（1993年、フジテレビ） - 瀬野 役
- ボクたちのドラマシリーズ お願いダーリン! 第4話（1993年2月 - 3月）
- 説得 エホバの証人と輸血拒否事件（1993年3月22日、TBS） - 荒木健 役
- サスペンス・明日の13章（関西テレビ）
  - 「小さな王国 女教師を狙う悪魔の転校生」（1993年5月17日） - 沼倉正一 役
- if もしも（フジテレビ）
  - 「打ち上げ花火、下から見るか? 横から見るか?」（1993年8月26日） - 安曇祐介 役
- 裸の大将（関西テレビ）
  - 第68話「清と自転車少年の夢」（1994年） - 直浩 役
- 人間・失格〜たとえばぼくが死んだら（1994年7月 - 9月） - 松野裕次 役
- ハートにS（1995年、フジテレビ）
- 職員室 第9話（1997年、TBS）- 杉本正芳 役
- 3年B組金八先生（TBS） - 佐藤賢治 役
  - 第4シリーズ（1995年10月 - 1996年3月）
  - 第6シリーズ第6話「父さんアンタが憎い」（2001年11月15日）
  - 3年B組金八先生ファイナル〜「最後の贈る言葉」（2011年3月27日）
- 青の時代 第9話（1998年7月 - 9月、TBS） - 木原 役
- セミダブル（1999年4月 - 6月、フジテレビ） - 都築祥 役
- 魔女の条件 第1話（1999年4月 - 6月、TBS）
- はぐれ刑事純情派 第13シリーズ 第2話「未練のラーメン!? 別れた妻へのプロポーズ！」（2000年4月12日、テレビ朝日） - 不良少年 役
- 別れる2人の事件簿 第7話（2000年4月 - 6月、テレビ朝日）
- 百年の物語（TBS）
  - 第2夜「戦後編・愛は哀しみをこえて」（2000年8月29日） - 横山真一 役
- マリア（2001年7月 - 9月、TBS）
  - 第5話「12年ぶりに現れた恋人!」
- 女子刑務所東三号棟3（2001年9月30日、TBS）
- 顔（2003年4月 - 6月、フジテレビ）
  - 第5話 栗山信一 役
- 相棒（テレビ朝日）
  - season 5 第11話「バベルの塔〜史上最悪のカウントダウン!」（2007年1月1日） - 辻本 役
- 土曜ワイド劇場
  - 春らん漫!花の京都・熟年探偵団!!（2007年、朝日放送） - 山中聡 役
  - 検事・朝日奈耀子11（2011年11月12日、テレビ朝日） - 矢島勇介 役
  - 遺品の声を聴く男4（2013年5月25日、朝日放送） - 沢村隼人 役
- ゴンゾウ 伝説の刑事 第5-6話（2008年7月-8月、テレビ朝日） - 中村 役
- トライアングル　第2-3話（2009年1月、フジテレビ）
- 臨場 続章 第1-2話（2010年4月7日、14日、テレビ朝日）
- 月曜ゴールデン「狩矢警部シリーズ9」（2010年11月15日、TBS） - 岡田陽一
- 名前をなくした女神 第3話（2011年4月26日、フジテレビ）
- 京都地検の女 第7シリーズ 第5話（2011年8月18日、テレビ朝日） - 久保田徹 役
- 秘密諜報員 エリカ 第3話（2011年10月20日、読売テレビ） - 木村隆 役
- 遺留捜査 第2シリーズ 第2話（2012年7月26日、テレビ朝日） - 三島武 役

### 映画
- ビー・バップ・ハイスクール 高校与太郎行進曲（1987年）
- 打ち上げ花火、下から見るか? 横から見るか?（1995年） - 安曇祐介 役
- 日本の黒い夏─冤罪（2000年） - 神部俊夫の長男 役
- 海ビデオ（2000年）
- なごり雪（2002年） - 水田健一郎（過去） 役
- 赤い月（2004年） - 森田一男 役
- 踊る大捜査線 THE FINAL 新たなる希望（2012年）

### テレビアニメ
- Dr.リンにきいてみて!（2001年3月 - 2002年2月、テレビ東京） - 結城飛鳥 役

### 劇場アニメ
- 時をかける少女（2006年） - 加藤 役
- コクリコ坂から（2011年）

### CM
- NTT西日本　フレッツ光「問題解決 篇」 - レンタルビデオの延滞に悩む青年 役